# Chartreusekniv
En chartreusekniv er en køkkenkniv med bølgeskær til at skære riller i mad (ikke at forveksle med f.eks. en brødknivs savskær). Den er også blevet kaldt figurkniv.
Smørskiver skåret med riller tjener et dekorativt formål på frokostbordet ved festlige lejligheder.
Skiver af bølgeskårne syltede rødbeder ser ikke kun dekorative ud: overfladen bliver større og kan optage mere lage, så smagen bliver mere intens.
Gulerødder og agurker kan skæres med chartreusekniv som dekoration.
Ordet chartreuse har mange andre betydninger: en likør, en madret, en farve, en bjergkæde og en katolsk orden. Afledningen til en kniv med bølgeskær er uklar.